# HIP 41378
Désignations
HIP 41378, également connue comme BD+10 1799 et K2-93, est une étoile de la constellation zodiacale du Cancer, de magnitude apparente 8,92 et qui nécessite donc des jumelles pour être observée. Elle est distante de ∼ 348 a.l. (∼ 107 pc) de la Terre et elle s'éloigne du système solaire avec une vitesse radiale héliocentrique de +50 km/s. Elle est l'hôte d'un système planétaire qui comprend au moins six exoplanètes.

## Propriétés
HIP 41378 est une étoile jaune-blanc de la séquence principale de type spectral F8. Elle est âgée de 3,1 milliards d'années et elle est donc plus jeune que le Soleil. Elle est 1,15 fois plus massive que le Soleil et son rayon vaut 1,4 fois celui du Soleil. Sa température de surface est de 6 199 K et elle est 2,5 fois plus lumineuse que le Soleil. Il lui faut entre six et sept jours pour compléter une rotation sur elle-même.

## Système planétaire
En 2016, la mission mission K2 du télescope spatial Kepler a révélé l'existence de cinq planètes orbitant HIP 41378, avec une gamme de tailles qui est comprise de 2 fois la taille de la Terre à celle de Jupiter. Leurs orbites s'étendant jusqu'à une distance d'environ 1 ua pour la planète la plus externe. Leurs demi-grands axes n'étaient pas connus avec précision jusqu'en 2019, où des mesures de vitesse radiale de l'étoile ont été réalisées avec le spectrographe SOPHIE de l'Observatoire de Haute-Provence, ce qui a permis d'affiner les caractéristiques des planètes grâce à la méthode des vitesses radiales. Ces mesures ont également révélé la présence d'une sixième planète qui ne transite pas devant l'étoile, HIP 41378 g ; de plus, l'existence de planètes supplémentaires entre les orbites de HIP 41378 g et de HIP 41378 d est toujours suspectée :
| Planète   | Masse          | Demi-grand axe (ua) | Période orbitale (jours) | Excentricité       | Inclinaison    | Rayon                              |
| --------- | -------------- | ------------------- | ------------------------ | ------------------ | -------------- | ---------------------------------- |
| b         | 6,89 ± 0,88 M🜨 | 0,128 3             | 15,572 08 ± 0,000 02     | 0,07 ± 0,06        | 88,75 ± 0,13°  | 2,17 ± 0,28 R🜨                     |
| c         | 4,4 ± 1,1 M🜨   | 0,216 1             | 31,706 038 ± 0,000 06    | 0,04+0,04 −0,03    | 88,477 ± 0,06° | 2,727 ± 0,06 R🜨                    |
| g         | 7,0 ± 1,5 M🜨   | 0,322 7 ± 0,003 6   | 62,06 ± 0,32             | 0,06+0,06 −0,04    |                |                                    |
| suspectée | —              |                     | 93-131                   |                    |                |                                    |
| d         | 2,3 ± 2,3 M🜨   | 0,88 ± 0,01         | 278,361 8 ± 0,000 5      | 0,06 ± 0,06        | 89,80 ± 0,02°  | 3,54 ± 0,06 R🜨                     |
| e         | 12 ± 5 M🜨      | 1,06 ± 0,03         | 369 ± 10                 | 0,14 ± 0,09        | 89,84 ± 0,07°  | 4,92 ± 0,09 R🜨                     |
| f         | 12 ± 3 M🜨      | 1,37 ± 0,02         | 542,079 75 ± 0,000 14    | 0,004+0,009 −0,003 | 89,971 ± 0,01° | 9,2 ± 0,1 (rayon des anneaux ?) R🜨 |

La planète HIP 41378 f possède une densité extrêmement faible de 0,09 ± 0,02 g/cm3, ce qui peut s'expliquer soit par la présence d'anneaux optiquement épais, qui font diminuer en apparence sa densité totale, soit par la présence d'une atmosphère particulièrement épaisse.